# Problém indukce
Problémem indukce (též Humeův problém) je filozofická otázka, zda induktivní uvažování může vést k poznání chápanému v klasickém filozofickém smyslu - poznání, které přesahuje pouhý soubor pozorování. Problém spočívá ve zjevně nedostatečném odůvodnění zejména pro:
1. Zobecnění vlastností třídy objektů na základě určitého počtu pozorování konkrétních instancí této třídy (např. závěr, že „všechny labutě, které jsme doposud viděli, jsou bílé, a proto jsou všechny labutě bílé“, před objevem černé labutě v Austrálii) nebo
2. Předpoklad, že posloupnost událostí i v budoucnosti bude probíhat tak, jak tomu bylo vždy v minulosti (např. že zákony fyziky budou platit tak, jak byly doposud pozorovány). Hume tomu říkal princip uniformity přírody.[1]

Tradiční induktivistický názor je, že všechny tvrzené empirické zákony, ať už v každodenním životě nebo získané vědeckou metodou, lze ospravedlnit nějakou formou uvažování. Problém je v tom, že mnoho filozofů se pokusilo takové ospravedlnění najít, ale jejich návrhy ostatní nepřijali. Při popisu induktivistického pohledu jako pozice přírodovědy C. D. Broad kdysi řekl, že „indukce je sláva vědy a skandál filozofie“. Naproti tomu Karl Popper a jeho kritický racionalismus tvrdí, že indukce se v empirické vědě nepoužívá a navrhl namísto toho pojetí, že věda je založena na postupu stanovování hypotéz, deduktivní kalkulace jejich důsledků, a pak empirických pokusů tyto důsledky falzifikovat.
Klasickou formulaci tohoto problému vyslovil David Hume v roce 1740, ačkoli induktivní ospravedlnění již bylo analyzováno a zpochybňováno pyrrhonistickou školou helénistické filozofie a školou čárváka ve staroindické filozofii.